# Neven Šegvić
Neven Šegvić (Split, 26. siječnja 1917. – Split, 13. listopada 1992.), hrvatski arhitekt.

## Životopis
Rođen je u obitelji građevinskih poduzetnika. U splitskoj Srednjoj tehničkoj školi pripada krugu mladih intelektualaca sklonih nadrealizmu, pokretu "sinteze likovnih umjetnika i literature". Nakon mature upisuje Akademiju likovnih umjetnosti u Zagrebu – odio za arhitekturu, koji vodi arhitekt Drago Ibler. Već od kasnih 1930-ih godina Šegvić objavljuje svoje tekstove o arhitekturi u dnevnom tisku i tadašnjoj periodici. Nakon diplome vraća se u Split te se 1941. pridružuje antifašističkom pokretu. Poslije oslobođenja postaje prvi potpisani glavni urednik "Slobodne Dalmacije". Krajem 1945. prelazi u Zagreb, gdje 1946. dolazi na Arhitektonski fakultet kao asistent profesora Alfreda Albinija na Katedri tehničke kompozicije, da bi na fakultetu ostao do umirovljenja 1987. godine. Od 1946. do 1955. predaje i na Akademiji likovnih umjetnosti u Zagrebu. Godine 1972. postaje redovni profesor, a dekan fakulteta bio je u dva navrata – 1968. – 1970. i 1986. – 1987. Doktorirao je na Arhitektonskom fakultetu u Zagrebu s temom: "Pristup arhitekturi". 
Neven Šegvić nagrađivan je najvišim priznanjima, kao: 1964.-nagrada "Viktor Kovačić" za zgradu Pomorske privrede u Splitu.; 1966.-nagrada "Vladimir Nazor" za školu u Visu; 1981.-plaketa i povelja "Viktor Kovačić" za životno djelo; 1985.-nagrada "Vladimir Nazor" za životno djelo.
Opus hrvatskog arhitekta Nevena Šegvića vrlo je velik i raznolik. Gotovo da nema značajnijeg natječaja na kojemu, sam ili u suradnji, nije sudjelovao. Na žalost, razmjerno je mali broj ostvarenja koja su potpuno zadovoljila kriterije autora, uvijek nezadovoljnog interpretacijama suradnika kojima je prepuštao izvršenje. Među ostvarenjima u kojima je aktivnije sudjelovao treba tražiti i njegova najvažnija djela. To su svakako kuća Lloyd u Splitu, paradigmatska građevina na splitskom Peristilu, škola u Kumrovcu te muzej u Rijeci. Sveukupno se Šegvić, kroz arhitektonski izraz, uvijek kreće jasnom aktualnošću, samopouzdanjem i dubokom uvjerenošću u kulturni kontekst i gradotvornost arhitekture. On možda najbolje obilježava hrvatsku arhitekturu između Drugog svjetskog i Domovinskog rata. Oslonjen na obrazovanje stečeno kod Iblera i u Meštrovićevu ateljeu, na europsku i hrvatsku međuratnu Modernu, ali i duhovnu, literarnu i likovnu dijagonalu Krleža - Ibler - Hegedušić, u ranoj se životnoj dobi, neposredno nakon II. svjetskog rata, nametnuo na arhitektonskoj sceni širinom svog obrazovanja, darovitosti i aktualnosti svjetonazora te bitno pridonio suprotstavljanju, u to vrijeme nastupajućem, kulturnom diktatu socrealizma. 
Bio je urednik Slobodne Dalmacije, a potom pokretač i glavni urednik časopisa Arhitekture, koji je ima posebno značenje za arhitekturu ovih prostora. Osobnim stajalištem i otvorenošću za dijalog omogućio je na stranicama časopisa raspravu o ulozi i mjestu arhitekture u društvu i kulturi tog nemirnog vremena. Svojim je tekstovima u dnevnom tisku i stručnim časopisima uvijek bio aktualan, često i provokativan. Na tom području njegova djelovanja nužno je spomenuti retrospektivnu izložbu Arkitektura u Hrvatskoj od 1945. do 1985. i nezavršen, ali otvoren projekt Atlas hrvatske arhitekture. Od samog početka svog djelovanja na fakultetu osvajao je mlade slikovitošću riječi i temperamentom. Cijelog je života djelovao s jasnom spoznajom da je arhitektura izravna projekcija društvenih, socijalnih, političkih i gospodarskih realiteta vremena u kojem nastaje. 
U listopadu 1991. Neven Šegvić piše potresni tekst: "Protest hrvatskih arhitekata" u posebnom broju časopisa Čovjek i prostor i Arhitektura. U listopadu 1992. umire u rodnom Splitu, te je pokopan na starom groblju u Trogiru.

## Vanjske poveznice
- Šegvić, Neven Hrvatska tehnička enciklopedija, portal hrvatske tehničke baštine. LZMK